# Ледниковый медведь
Ледниковый медведь (лат. Ursus americanus emmonsii), также голубой медведь —  подвид  черного медведя с серебристо-голубой или серой шерстью. Эндемичен для юго-восточной Аляски. Существует мало научных сведений об их распространении и причинах уникальной окраски. Большинство других черных медведей на юго-востоке Аляски занесены в список другого подвида — Ursus americanus pugnax. 
Лесная служба Министерства сельского хозяйства США считает ледниковых медведей одним из нескольких подвидов черных медведей, хотя и нет никаких доказательств, подтверждающих это выделение в отдельный подвид, кроме отличающейся окраски шерсти. 
Подвид был описан Уильямом Хэйли Доллом в 1895 году.

## Особенности
Главной особенностью, отличающей ледникового медведя от других черных медведей, является его шерсть, окраска которой колеблется от серебристо-голубого цвета до серого. На спине и плечах часто шерсть светлее, а их ноги и живот намного темнее или даже полностью черные.

## Распространение
Ареал ледникового медведя — прибрежные районы Аляски между проливом Кросс-саунд (англ.) и островом Каяк, а также от залива Принс-Уильям до юго-востока Аляски, и по некоторым данным к востоку до города Джуно и реки Таку. Этот регион включает в себя национальный парк Глейшер-Бей и часть национального леса Тонгасс, заповедника умеренных тропических лесов. Немногие исследования документируют ареал этого подвида.

## Поведение

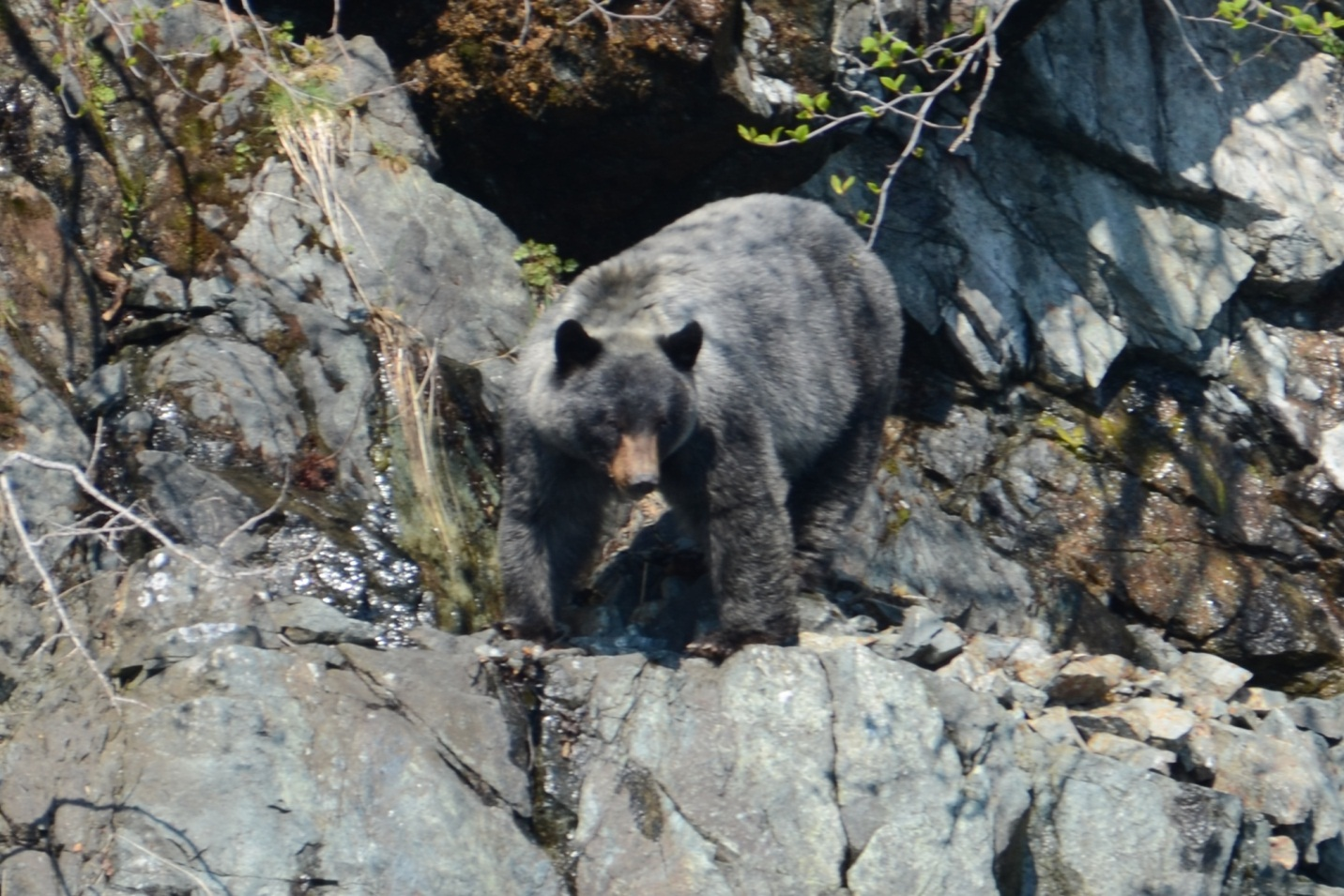
Ледниковый медведь

Ледниковые медведи в поведении во многом похожи на черных медведей. Например, у них совпадают предпочтения в среде обитания, источниках пищи, размеры тела и репродуктивные циклы. Оба подвида предпочитают леса с густым подлеском и ландшафты с большим количеством растительности, но также могут встречаться и в городских населенных пунктах. Территория обитания во многом зависит от наличия источников пищи, поэтому они перемещаются между лесами, лугами, ручьями и горами в поисках пищи и убежища. Черные медведи вообще очень способные альпинисты и могут использовать деревья в качестве убежища. В начале зимы ледниковые медведи забираются в берлоги, которыми могут выступать упавшие деревья, выступы скал, пещеры.

## Питание
Ледниковые медведи всеядны, и их питание меняется в зависимости от доступной пищи и их местоположения. Ранней весной рацион включает в себя молодые побеги и корни растений. Летом на Аляске ледниковый медведь питается тихоокеанским лососем, нерестящимся в ручьях. Осенью медведи едят крахмалистые корни земляных шишек и разнообразные ягоды, встречающиеся на Аляске, например, чернику, малину и клюкву.

## Размножение
Размножение проходит так же, как и у других медведей.
Половозрелость наступает на 3-5 году жизни.
Период размножения проходит с июня по июль.
Беременность длится 235 дней, и детеныши рождаются с января по начало февраля. Из-за увеличения ареала всех медведей со временем происходит скрещивание с особями других подвидов.